# Riparia (település)
Riparia az Amerikai Egyesült Államok északnyugati részén, Washington állam Whitman megyéjében elhelyezkedő kísértetváros. A településen nem végeznek népszámlálást.
A helység postahivatala 1882 és 1963 között működött. A település nevét valószínűleg a közeli partvidékről (riparian zone) kapta.

## Fordítás
Ez a szócikk részben vagy egészben  a   Riparia, Washington című angol Wikipédia-szócikk ezen változatának fordításán alapul.  Az eredeti cikk szerkesztőit annak laptörténete sorolja fel. Ez a jelzés csupán a megfogalmazás eredetét és a szerzői jogokat jelzi, nem szolgál a cikkben szereplő információk forrásmegjelöléseként.